# Solov'ëvka (Oblast' autonoma ebraica)
Solov'ëvka (in lingua russa Соловьёвка) è un centro abitato dell'Oblast' autonoma ebraica, situato nell'Oblučenskij rajon.